# Гута-Корецкая
Гута-Корецкая — село в Клинцовском районе Брянской области в составе Лопатенского сельского поселения.

## География
Находится в западной части Брянской области на расстоянии приблизительно 14 км на северо-запад по прямой от районного центра города Клинцы.

## История
Основана как деревня в 1720-х годах Петром Корецким, землю он купил у шептаковского старосты Новицкого. Гуты состояли из нескольких печей, каждая из них делилась на «дойницы». Заводили их «державцы» земли, поселяя возле гут людей и обращая их в гутников. Здесь выделывалось преимущественно зеленое оконное стекло, иногда аптечная посуда. Словарь Даля определяет слово  «гута»- «сарай, изба с печью для какой-либо выделки» 
В 1859 году здесь (деревня Суражского уезда Черниговской губернии) учтено было 45 дворов, в 1892—130 дворов.
В 1955 году в деревне Гута-Корецкая появилось радио.
В 1956 году произошло объединение 9 небольших колхозов, расположенных возле села Гута-Корецкая в один крупный колхоз под названием «Рассвет».
В 1970 году колхоз села Лопатни реорганизован в совхоз «Новый мир, в его состав вошли д. Заречье, с. Гута-Корецкая.

## Население
Численность населения: 438 человек (1859), 665 человек (1892), 362 человека (2002), 277 человек (2010), 265 человек (2013).